# Gustavo Cuéllar
Gustavo Leonardo Cuéllar Gallego (Barranquilla, 14 ottobre 1992) è un calciatore colombiano, di ruolo centrocampista del Grêmio.

## Caratteristiche tecniche
È un mediano.

## Carriera

### Club
Cresciuto nelle giovanili del Deportivo Cali, ha esordito il 12 luglio 2009 in un match pareggiato 2-2 contro l'Envigado.

### Nazionale
Ha esordito con la Nazionale di calcio della Colombia l'8 settembre 2015 in un'amichevole pareggiata 1-1 contro il Perù.

## Statistiche

### Presenze e reti nei club
Statistiche aggiornate al 3 febbraio 2025.
| Stagione               | Squadra                | Campionato             | Campionato | Campionato | Coppe nazionali | Coppe nazionali | Coppe nazionali | Coppe continentali | Coppe continentali | Coppe continentali | Altre coppe | Altre coppe | Altre coppe | Totale | Totale | Totale |
| Stagione               | Squadra                | Comp                   | Pres       | Reti       | Comp            | Pres            | Reti            | Comp               | Pres               | Reti               | Comp        | Pres        | Reti        | Pres   | Reti   |        |
| ---------------------- | ---------------------- | ---------------------- | ---------- | ---------- | --------------- | --------------- | --------------- | ------------------ | ------------------ | ------------------ | ----------- | ----------- | ----------- | ------ | ------ | ------ |
| 2009                   | Deportivo Cali         | A                      | 1          | 0          | CC              | 0               | 0               |                    | -                  | -                  |             | -           | -           | 1      | 0      |        |
| 2010                   | Deportivo Cali         | A                      | 12         | 0          | CC              | 0               | 0               |                    | -                  | -                  |             | -           | -           | 12     | 0      |        |
| 2011                   | Deportivo Cali         | A                      | 20         | 0          | CC              | 6               | 0               | CS                 | 1                  | 0                  |             | -           | -           | 27     | 0      |        |
| 2012                   | Deportivo Cali         | A                      | 37         | 0          | CC              | 4               | 0               |                    | -                  | -                  |             | -           | -           | 41     | 0      |        |
| 2013                   | Deportivo Cali         | A                      | 38         | 2          | CC              | 3               | 0               |                    | -                  | -                  |             | -           | -           | 41     | 2      |        |
| 2014                   | Deportivo Cali         | A                      | 10         | 0          | CC              | 2               | 0               | CL                 | 5                  | 0                  |             | -           | -           | 17     | 0      |        |
| Totale Deportivo Cali  | Totale Deportivo Cali  | Totale Deportivo Cali  | 118        | 2          |                 | 15              | 0               |                    | 6                  | 0                  |             | -           | -           | 139    | 2      |        |
| 2014                   | Atlético Junior        | A                      | 15         | 0          | CC              | 10              | 0               | CS                 | 4                  | 0                  |             | -           | -           | 29     | 0      |        |
| 2015                   | Atlético Junior        | A                      | 34         | 0          | CC              | 9               | 0               |                    | -                  | -                  |             | -           | -           | 43     | 0      |        |
| Totale Atlético Junior | Totale Atlético Junior | Totale Atlético Junior | 49         | 0          |                 | 19              | 0               |                    | 4                  | 0                  |             | -           | -           | 72     | 0      |        |
| 2016                   | Flamengo               | A+CAR                  | 16+8       | 0+0        | CB              | 4               | 0               | CS                 | 3                  | 0                  | PL          | 2           | 0           | 33     | 0      |        |
| 2017                   | Flamengo               | A+CAR                  | 25+6       | 0+0        | CB              | 6               | 1               | CL+CS              | 2+9                | 0+1                | PL          | 2           | 0           | 50     | 2      |        |
| 2018                   | Flamengo               | A+CAR                  | 27+11      | 0+0        | CB              | 6               | 0               | CL                 | 6                  | 0                  |             | -           | -           | 50     | 0      |        |
| 2019                   | Flamengo               | A+CAR                  | 9+10       | 0+0        | CB              | 3               | 0               | CL                 | 10                 | 0                  |             | -           | -           | 32     | 0      |        |
| Totale Flamengo        | Totale Flamengo        | Totale Flamengo        | 77+35      | 0+0        |                 | 19              | 1               |                    | 30                 | 1                  |             | 4           | 0           | 165    | 2      |        |
| 2019-2020              | Al-Hilal               | SPL                    | 26         | 0          | KCC             | 5               | 0               | ACL                | 0                  | 0                  | CmC         | 3           | 0           | 34     | 0      |        |
| 2020-2021              | Al-Hilal               | SPL                    | 25         | 0          | KCC             | 1               | 0               | ACL                | 0                  | 0                  | SS          | 1           | 0           | 27     | 0      |        |
| 2021-2022              | Al-Hilal               | SPL                    | 23         | 0          | KCC             | 3               | 0               | ACL                | 5                  | 0                  | CmC         | 3           | 0           | 34     | 0      |        |
| 2022-2023              | Al-Hilal               | SPL                    | 24         | 0          | KCC             | 2               | 0               | -                  | -                  | -                  | CmC+SS      | 3+1         | 0+0         | 30     | 0      |        |
| Totale Al Hilal        | Totale Al Hilal        | Totale Al Hilal        | 98         | 0          |                 | 11              | 0               |                    | 5                  | 0                  |             | 11          | 0           | 125    | 0      |        |
| 2023-2024              | Al-Shabab              | SPL                    | 30         | 0          | KCC             | 2               | 0               | -                  | -                  | -                  | CdC         | 4           | 1           | 36     | 1      |        |
| 2024-gen. 2025         | Al-Shabab              | SPL                    | 8          | 0          | KCC             | 1               | 0               |                    | -                  | -                  |             | -           | -           | 9      | 0      |        |
| Totale Al Shabab       | Totale Al Shabab       | Totale Al Shabab       | 38         | 0          |                 | 3               | 0               |                    | -                  | -                  |             | 4           | 1           | 45     | 1      |        |
| Totale carriera        | Totale carriera        | Totale carriera        | 368        | 2          |                 | 59              | 1               |                    | 40                 | 1                  |             | 12          | 1           | 479    | 5      |        |

### Cronologia presenze e reti in nazionale
| Cronologia completa delle presenze e delle reti in nazionale ― Colombia | Cronologia completa delle presenze e delle reti in nazionale ― Colombia | Cronologia completa delle presenze e delle reti in nazionale ― Colombia | Cronologia completa delle presenze e delle reti in nazionale ― Colombia | Cronologia completa delle presenze e delle reti in nazionale ― Colombia | Cronologia completa delle presenze e delle reti in nazionale ― Colombia | Cronologia completa delle presenze e delle reti in nazionale ― Colombia | Cronologia completa delle presenze e delle reti in nazionale ― Colombia |
| Data                                                                    | Città                                                                   | In casa                                                                 | Risultato                                                               | Ospiti                                                                  | Competizione                                                            | Reti                                                                    | Note                                                                    |
| ----------------------------------------------------------------------- | ----------------------------------------------------------------------- | ----------------------------------------------------------------------- | ----------------------------------------------------------------------- | ----------------------------------------------------------------------- | ----------------------------------------------------------------------- | ----------------------------------------------------------------------- | ----------------------------------------------------------------------- |
| 8-9-2015                                                                | Harrison                                                                | Colombia                                                                | 1 – 1                                                                   | Perù                                                                    | Amichevole                                                              | -                                                                       | 46’                                                                     |
| 29-3-2016                                                               | Barranquilla                                                            | Colombia                                                                | 3 – 1                                                                   | Ecuador                                                                 | Qual. Mondiali 2018                                                     | -                                                                       | 84’ 89’                                                                 |
| 26-1-2017                                                               | Rio de Janeiro                                                          | Brasile                                                                 | 1 – 0                                                                   | Colombia                                                                | Amichevole                                                              | -                                                                       | 69’                                                                     |
| 11-9-2018                                                               | East Rutherford                                                         | Argentina                                                               | 0 – 0                                                                   | Colombia                                                                | Amichevole                                                              | -                                                                       | 62’                                                                     |
| 26-3-2019                                                               | Seul                                                                    | Corea del Sud                                                           | 2 – 1                                                                   | Colombia                                                                | Amichevole                                                              | -                                                                       | 65’                                                                     |
| 9-6-2019                                                                | Lima                                                                    | Perù                                                                    | 0 – 3                                                                   | Colombia                                                                | Amichevole                                                              | -                                                                       | 66’                                                                     |
| 23-6-2019                                                               | Salvador de Bahia                                                       | Colombia                                                                | 1 – 0                                                                   | Paraguay                                                                | Coppa America 2019 - 1º turno                                           | 1                                                                       |                                                                         |
| 3-6-2021                                                                | Lima                                                                    | Perù                                                                    | 0 – 3                                                                   | Colombia                                                                | Qual. Mondiali 2022                                                     | -                                                                       |                                                                         |
| 8-6-2021                                                                | Barranquilla                                                            | Colombia                                                                | 2 – 2                                                                   | Argentina                                                               | Qual. Mondiali 2022                                                     | -                                                                       |                                                                         |
| 13-6-2021                                                               | Cuiabá                                                                  | Colombia                                                                | 1 – 0                                                                   | Ecuador                                                                 | Coppa America 2021 - 1º turno                                           | -                                                                       | 82’                                                                     |
| 20-6-2021                                                               | Goiânia                                                                 | Colombia                                                                | 1 – 2                                                                   | Perù                                                                    | Coppa America 2021 - 1º turno                                           | -                                                                       | 61’                                                                     |
| 23-6-2021                                                               | Rio de Janeiro                                                          | Brasile                                                                 | 2 – 1                                                                   | Colombia                                                                | Coppa America 2021 - 1º turno                                           | -                                                                       | 64’ 90+12’                                                              |
| 3-7-2021                                                                | Brasilia                                                                | Uruguay                                                                 | 0 – 0 (2 – 4 dtr)                                                       | Colombia                                                                | Coppa America 2021 - Quarti di finale                                   | -                                                                       |                                                                         |
| 6-7-2021                                                                | Brasilia                                                                | Argentina                                                               | 1 – 1 (3 – 2 dtr)                                                       | Colombia                                                                | Coppa America 2021 - Semifinale                                         | -                                                                       |                                                                         |
| 9-7-2021                                                                | Brasilia                                                                | Colombia                                                                | 3 – 2                                                                   | Perù                                                                    | Coppa America 2021 - Finale 3º posto                                    | -                                                                       | 83’                                                                     |
| 2-9-2021                                                                | La Paz                                                                  | Bolivia                                                                 | 1 – 1                                                                   | Colombia                                                                | Qual. Mondiali 2022                                                     | -                                                                       | 63’                                                                     |
| 5-9-2021                                                                | Asunción                                                                | Paraguay                                                                | 1 – 1                                                                   | Colombia                                                                | Qual. Mondiali 2022                                                     | -                                                                       |                                                                         |
| 9-9-2021                                                                | Barranquilla                                                            | Colombia                                                                | 3 – 1                                                                   | Cile                                                                    | Qual. Mondiali 2022                                                     | -                                                                       |                                                                         |
| 14-10-2021                                                              | Barranquilla                                                            | Colombia                                                                | 0 – 0                                                                   | Ecuador                                                                 | Qual. Mondiali 2022                                                     | -                                                                       | 59’                                                                     |
| 11-11-2021                                                              | San Paolo                                                               | Brasile                                                                 | 1 – 0                                                                   | Colombia                                                                | Qual. Mondiali 2022                                                     | -                                                                       | 46’                                                                     |
| 16-11-2021                                                              | Barranquilla                                                            | Colombia                                                                | 0 – 0                                                                   | Paraguay                                                                | Qual. Mondiali 2022                                                     | -                                                                       |                                                                         |
| 1-2-2022                                                                | Córdoba                                                                 | Argentina                                                               | 1 – 0                                                                   | Colombia                                                                | Qual. Mondiali 2022                                                     | -                                                                       | 75’                                                                     |
| 24-3-2022                                                               | Barranquilla                                                            | Colombia                                                                | 3 – 0                                                                   | Bolivia                                                                 | Qual. Mondiali 2022                                                     | -                                                                       |                                                                         |
| 30-3-2022                                                               | Ciudad Guayana                                                          | Venezuela                                                               | 0 – 1                                                                   | Colombia                                                                | Qual. Mondiali 2022                                                     | -                                                                       | 77’                                                                     |
| Totale                                                                  |                                                                         | Presenze                                                                | 24                                                                      |                                                                         | Reti                                                                    | 1                                                                       |                                                                         |

## Palmarès

### Club

#### Competizioni statali
- Campionato Carioca: 1

Flamengo: 2017

#### Competizioni nazionali
- Copa Colombia: 2

Deportivo Cali: 2010
Atlético Junior: 2015
- Súper Liga: 1

Deportivo Cali: 2014
- Campionato saudita: 3

Al Hilal: 2019-2020, 2020-2021, 2021-2022
- Coppa del Re dei Campioni: 2

Al Hilal: 2019-2020, 2022-2023
- Supercoppa saudita: 1

Al Hilal: 2021

#### Competizioni internazionali
- AFC Champions League: 1

Al-Hilal: 2021